# Кочубинский, Александр Александрович
Алекса́ндр Алекса́ндрович Кочуби́нский (22 октября (4 ноября) 1845, Кишинёв, Бессарабская область — 13 (26) мая 1907, Одесса, Херсонская губерния) — российский историк, филолог, археолог, ординарный профессор Новороссийского университета по кафедре славяноведения.

## Биография
Родился в семье бессарабского священника. Учился в одесской гимназии при Ришельевском лицее и в Московском университете (1863—1867), где окончил курс по историко-филологическому факультету. В 1867—1869 годах был учителем гимназий во Владимире и Одессе. В 1869 годы командирован за границу для изучения организации средних школ в Германии и Австрии. В 1871 году стал преподавать славянскую филологию в Новороссийком университете; с 1873 года — магистр (после защиты диссертации «Братья Подобои и чешские католики в XVII в.»), доцент университета.
Неоднократно посещал славянские страны с научными целями, куда был послан по предложению профессора В. И. Григоровича: в 1874—1876 годы присылал из-за границы обширные отчёты, напечатанные в «Записках Новороссийского университета» (ЗНИ). Сотрудничал с журналом «Филологические записки» и сборником «Славянский вестник» под редакцией А. А. Хованского. Получил степень доктора славянской филологии защитив в Киевском университете сочинение «К вопросу о взаимных отношениях славянских наречий» и в 1877 году был утверждён экстраординарным, а с 17 ноября — ординарным профессором Новороссийского университета.
В 1896—1900 годах был председателем историко-филологического общества при Новороссийском университете.
Награждён Макариевской премией (за 1890) и Уваровской премией (1900).
Похоронен на Втором Христианском кладбище Одессы.

## Научное мировоззрение и сочинения
А. А. Кочубинский был убеждён в том, что католицизм враждебен славянству и России. В поляках он, как и многие славянофилы, видел «слуг Рима»; оправдывал подавление Польского восстания 1863 года. Но при этом Кочубинский не поддерживал славянофильский тезис о необходимости активного распространения русского языка и православной религии на всех славян. В своих сочинениях настойчиво проводил мысль о пользе славянской взаимности, под которой понимал духовное единство славян, их тесное сближение на культурном и научном поприще (но не поглощение одних наций другими).
Вклад А. Кочубинского в различные области славяноведения и по объёму, и по научному значению неравноценен.
По языкознанию он написал ряд работ, например:
- «Звук а — отличительнейшая черта сербского вокализма» (Филологические записки. — 1870, Вып. 6; 1871, Вып. 1; отд.: Воронеж: тип. В. А. Гольдштейна, 1871. — 63 с.)
- «Как долго жил русский супин?» (Филологические записки, 1872, вып. 4; Воронеж: тип. Н. Д. Гольдштейн, 1872. -— 12 с.)
- Учебник старо-славянского языка у немцев Лескиена: Библиогр. заметка А. Кочубинского. (Воронеж: тип. Н.Д. Гольдштейн, 1872. — 40 с.)
- «К вопросу о взаимных отношениях славянских наречий» (Т. 1-2. Одесса, 1877—1878) и др.

Прародину славянства А. А. Кочубинский видел «между Карпатами и Дунаем» и полагал, что древние элементы сохранились в славянских языках пропорционально близости или отдаленности поселения соответствующих народов от этой области. Его выводы не были приняты современной ему наукой, хотя признавалось, что сочинения Кочубинского содержат ценные наблюдения. В целом языковедческие работы не составляют сильной стороны его творчества. Он одним из первых в исторической науке стал поднимать вопрос о проживании в Трансильвании автохтонного русинского населения, которое было впоследствии ассимилировано венграми и валахами. Соседи называли их русскими: мадьяре — Orosz, валахи — Rusu, немцы — Reussen. Кочубинский  на поступательное колонизационное движение молдаван от Прута к Днестру и указывал на ассимиляцию русинов молдаванами. И. Филевич отмечал, что Кочубинский «объединяет Мефодиеву Нитру, нынешний румынский юг и Русь Днепровскую в одно органическое целое». Продолжительное сохранение восточного христианства в Карпатском регионе Кочубинский объяснял тем, что часть территории, на которой проживало православное русское население Трансильвании и Карпатской Руси, входила в состав епархии епископа Нитрянского викария Мефодия. Он допускал, «что чешско-словацко-русский язык есть говор одной обширной народной семьи, члены которой связаны между собою более тесными узами, чем кто либо из них со своими соплеменниками на севере и юге». Кочубинский отмечал, что русские во времена  князя Владимира почитали чешских святых Вячеслава и Людмилу, и считал, что «православные мадьяре — это только омадьярившиеся русские, мадьярившиеся незаметно веками».
Большое научное значение имели труды А. А. Кочубинского по истории. Они касались двух основных сюжетов: развития русской политики в восточном вопросе и истории Чехии. К первой проблеме относятся работы:
- «Сношения России при Петре I с южным славянством и румунами[sic]» (ИОИДР, 1872, кн. 2)
- «Наши две политики в славянском вопросе» (ИВ, 1881, № 7-8)
- «На Босфоре в 1735 г.» (BE, 1897, кн. 10)
- «Граф Андрей Иванович Остерман и раздел Турции» (ЗНУ, 1899, т. 74) — Уваровская премия 1900

Кочубинский хорошо знал источники и литературу по истории славян, ввёл в научный оборот новые архивные материалы.
В истории Чехии Кочубинский исследовал различные эпохи (из древнего периода его особенно интересовал вопрос о введении христианства в Великоморавской державе):
- «Братья подобои и чешские католики в нач. XVII в.» (1873) — магистерское сочинение
- «В краю былых еретиков» (ИВ, 1882, № 7-8)
- «6 апр. 885 — [6 апр.] 1885 г. Добрый сеятель и добрая нива» (Одесса, 1885)
- «Тысячелетие славянского самосознания» (ИВ, 1885, № 3)
- «Карта расселения славян в IX в., в эпоху деятельности Свв. Кирилла и Мефодия» (Одесса, 1885)
- «Начальные годы русского славяноведения» (Одесса, 1887—1888)
- «Ян Амос Коменский в ист. судьбах своего народа»] (ЗНУ, 1893, т. 59)
- «Миклошич и Шафарик» (ASlPh, 1906, Bd. 25)
- «П. Й. Шафарик. Очерк жизни русской науки полвека тому назад» (BE, 1906, кн. 5)

Наиболее ценными в творческом наследии А. А. Кочубинского представляются труды по истории славяноведения:
- «Начальные годы русского славяноведения» — Макариевская премия за 1890
- «Граф Сперанский и университетский устав 1835 года» (BE, 1894, кн. 4
- «Граф С. Г. Строганов. Из истории наших университетов (18)30-х гг.» (BE, 1896, кн. 7-8)
- «В. И. Григорович, в истории славяноведения» (ЗНУ, 1893, т. 59)
- биографические работы об О. М. Бодянском, П. А. Лавровском, Ф. Миклошиче, Я. Ф. Головацком; заметки и сообщения о М. Гаттале, К. Я. Гроте, М. А. Колосове и пр.

Кочубинский внёс существенный вклад в исследование Судакской, Аккерманской и Хотинской крепостей. Он также озабочен был проблемой архитектурной консервации этих средневековых твердынь. В ходе археологических раскопок близ села Нерубайского обнаружил казну запорожских казаков.
В 1875 году Кочубинский обнаружил в Национальном музее Будапешта трансильванскую рукопись начала XIX века, содержащую запись молитвенных песнопений на языке жителей русского «этнического куста», расположенного близ Германштадта в Трансильвании, язык которой признан Францем Миклошичем остатком языка дакийских славян. Этой сенсационной находке посвящены статьи Кочубинского «Трансильвания и ископаемое славянское племя» и «О русском племени в Дунайском Залесье».
А. А. Кочубинскому принадлежат также сочинения:
- «О преподавании отечественного языка в Чехии и Германии»
- «Славянские наречия и сравнительное языкознание (вступительная лекция)»
- «Мы и Они (1711—1878)» (Одесса: В.И. Белый, 1878. — 246 с.)
- «Очерки истории и политики славян»
- «Историки литературы славян»
- «Наши две политики в Славянском вопросе»
- «Адмирал Шишков и канцлер гр. Румянцов. Начальные годы русского славяноведения» (Одесса, 1887—1888. — 492 с. )
- «Архивные материалы для этнографии болгар».